# Варабе, Фейсал Али
Фейсал А́ли Вара́бе (англ. Faysal Ali Warabe; род. 1948, Харгейса, Британское Сомали) — сомалилендский политический деятель. Работал директором по планированию и строительству, а также региональным директором министерства общественных работ Сомали. Кроме того, является основателем и председателем Партии справедливости и благоденствия.

## Биография
Родился в 1948 году в Харгейсе, Британское Сомали. Происходит из клана Исаак.
Получил начальное и среднее образование в Сомалиленде. Получал высшее педагогическое образование в Сомалийском национальном университете. Затем учился в Советском Союзе, где получил степень магистра наук. В 1973 году получил степень бакалавра по инженерному делу в одном из вузов Ленинграда. В период с 1997 по 2001 год также учился на факультете социальных наук Хельсинкского университета, где посещал курсы кафедры социальной политики. Позже переехал в Эспоо.
Женат. Говорит на нескольких языках, включая сомалийский, арабский, английский, русский и финский. В 1999 году получил финское гражданство.

### Смерть сына
Его сын Саид Хусейн Фейсал Али Варабе (род. 1991) скончался 29 декабря 2017 года в Сирии. У него было финское гражданство и он был известен также под именем Абу Шуайб ас-Сомали. В начале 2013 года Саид Хусейн отправился из Финляндии в Сирию, чтобы стать джихадистом, сначала присоединившись к «Джебхату ан-Нусре», а затем к «ИГИЛ». Его двоюродный брат Абу Мансуур Сомали также уехал из Леппяваары в Сирию. Считается, что они оба обладали радикальными взглядами. Фейсал Али Варабе, предупредивший финские власти о своём сыне, считает, что тот был убит в результате авиаудара.

## Карьера

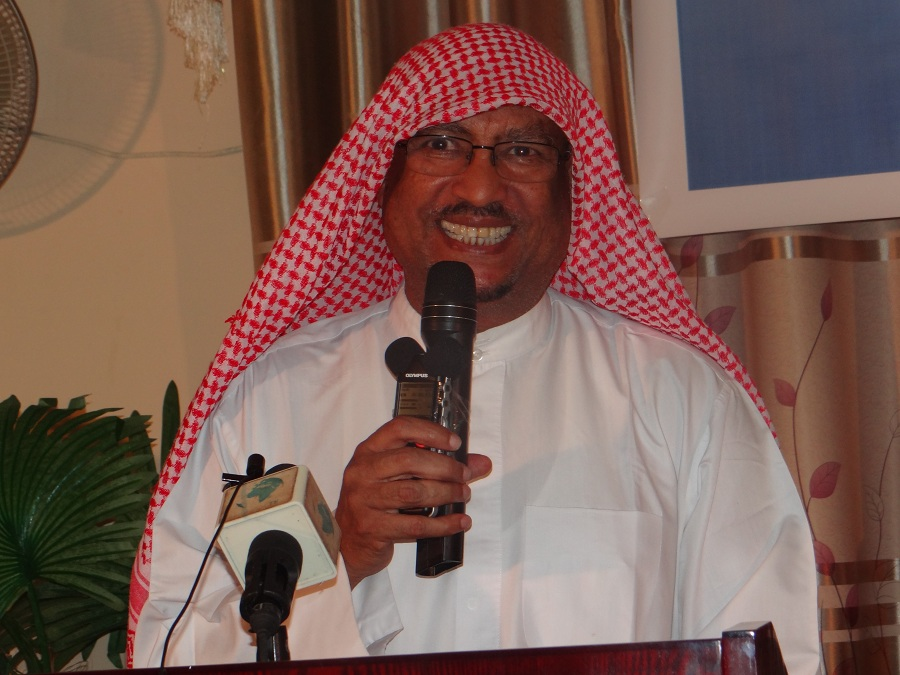

Был инженером по профессии. Карьеру начал в должности председателя местной сомалийской строительной компании AYAAN. Позже работал главным инженером в Могадишо.
Впоследствии работал в центральном правительстве Сомали в должности директора по планированию и строительству в министерстве общественных работ. Позже был назначен региональным директором министерства.
В 2001 году основал в Сомалиленде Партию справедливости и благоденствия, которая заняла 3-е место на региональных выборах 2003 года, получив 16 % голосов.